# バスカム (小惑星)
バスカム (6084 Bascom) は小惑星帯の小惑星である。シューメーカー夫妻がパロマー天文台で発見した。
アメリカ合衆国の女性地質学者、フローレンス・バスカムから命名された。
2005年12月29日から2006年2月2日にかけてオンドレヨフ天文台で行われた光度曲線の観測によって衛星が発見された。衛星の直径は約 4 kmで、主星から 37 kmほど離れたところを 43.45 ± 0.01 時間の周期で回っていると推定されている。